# Gamla Sachsen
Denna artikel handlar om saxarnas bosättningsområde mellan folkvandringstiden och 800-talet. Se även Sachsen (olika betydelser).
Gamla Sachsen var en region i det som idag är Tyskland, ungefär motsvarande förbundsländerna Nordrhein-Westfalen, Niedersachsen, Schleswig-Holstein och Sachsen-Anhalt. Här hade saxarna sitt huvudsakliga bosättningsområde efter folkvandringstiden. Området kom att bli ett stamhertigdöme och det stora hertigdömet Sachsen delades in i tre stora delar: Engern i mitten, Westfalen i väster och Ostfalen i öster.
Sachsarna höll länge fast vid sina gamla gudar och gjorde hårdnackat motstånd mot alla omvändelseförsök. Karl Martell och hans son
Pippin den lille, som sökte bringa dem till underkastelse under det frankiska riket och den kristna tron, vann endast partiella framgångar. Först Karl den store lyckades kuva sachsarna. Från år 772 företog han upprepade krigståg in i hjärtat av sachsarnas land. Genom uppförande av starka borgar, genom hänsynslösa härjningar, massavrättningar o.s.v. utmattade han sina motståndares krafter, och redan 777 kunde han hålla en riksdag i Paderborn, där de underkuvade lovade honom trohet och massvis lät döpa sig. Men den stränghet, varmed han sökte undertrycka den hedniska kulten och införa frankiska, kyrkliga inrättningar, väckte en hejdlös förbittring. En förnäm västfal Widukind framträdde som ledare för motståndet. Det ena upproret avlöste det andra, å ömse sidor kämpades med växande förbittring.
783 vann Karl emellertid två avgörande segrar vid Detmold och vid Hase. 785 uppgav Widukind striden och mottog dopet. Under de nya uppror, som utbröt 792–804, använde Karl med förkärlek utvägen att förflytta stora delar av den sachsiska befolkningen från dess hemland. (Därom vittnar ännu ortnamn i mellersta och södra Tyskland.) I dessas ställe kom frankiska kolonister. Regionen annekterades stegvis i Frankerriket, och blev sedermera hertigdömet Sachsen.
Ännu långt efter sedan det gamla Sachsen som politisk enhet upphört, kvarlevde medvetandet om en sachsisk stam. Sachsare var länge beteckning på Nordtysklands befolkning över huvud (däri inbegripet folket i de från slaverna vunna områdena öster om Elbe och Saale, fastän kolonisterna i dessa bygder endast till ringa del var av sachsisk härkomst).
Med "Nedre Sachsen" (ty. Niedersachsen) betecknades länge landet mellan Elbe och Weser, medan "Övre Sachsen" (ty. Obersachsen) fick utmärka de (mestadels utanför det gamla hertigdömet Sachsens gränser belägna) länder, som tillhörde huset Wettin. Den allmänna "sachsiska rätten" (Sachsenrecht), som utbildats i motsättning till den i Sydtyskland härskande frankiska, hävdade bättre och längre än denna sin egenart gentemot den från omkring 1500
inträngande romerska rätten. Först genom 1800-talets lagstiftning har den helt och hållet förlorat sin giltighet. Dagens förbundsland Sachsen ligger utanför Gamla Sachsens område, i östra Tyskland.

## Källa
Den här artikeln är helt eller delvis baserad på material från Nordisk familjebok, Sachsare, 1904–1926.